# Typ Pioneer
Der Typ Pioneer ist ein Liberty-Ersatzschiffstyp, der von der Werft Blohm & Voss in Hamburg Mitte der 1960er Jahre als der Ersatz für die damals alternde Flotte der Liberty-Frachter und Victory-Schiffe entwickelt und bis 1986 gebaut wurde. Die Bezeichnung „Pioneer“ dieses 19 mal gebauten Typs steht dabei für die damals völlig neuartige Konstruktionsweise.

## Geschichte
Mitte der 1960er Jahre fuhren noch ungefähr 700 der Liberty- und Victory-Standardfrachter sowie einige andere während des Zweiten Weltkriegs gebauten Frachtschiffe in der damaligen Welthandelsflotte. Sogar die jüngsten von ihnen waren inzwischen 20 Jahre und älter, und so stellte sich sowohl den Reedereien als auch den Werften die Frage eines Ersatzes dieser Schiffe, welche in absehbarer Zeit das Ende ihrer Einsatzdauer erreichen würden.
Die großen Umwälzungen im Seeschiffsverkehr, hervorgerufen durch das Erscheinen von Containerschiffen und Massengutfrachtern, welche die Stückgutschiffe später nahezu völlig ersetzen würden, waren zu diesem Zeitpunkt noch nicht vollkommen vorhersehbar, so dass das klassische Stückgutschiff, welches in der damaligen Form seit der Jahrhundertwende mit verhältnismäßig wenigen Änderungen gebaut wurde, noch immer aktuell erschien.

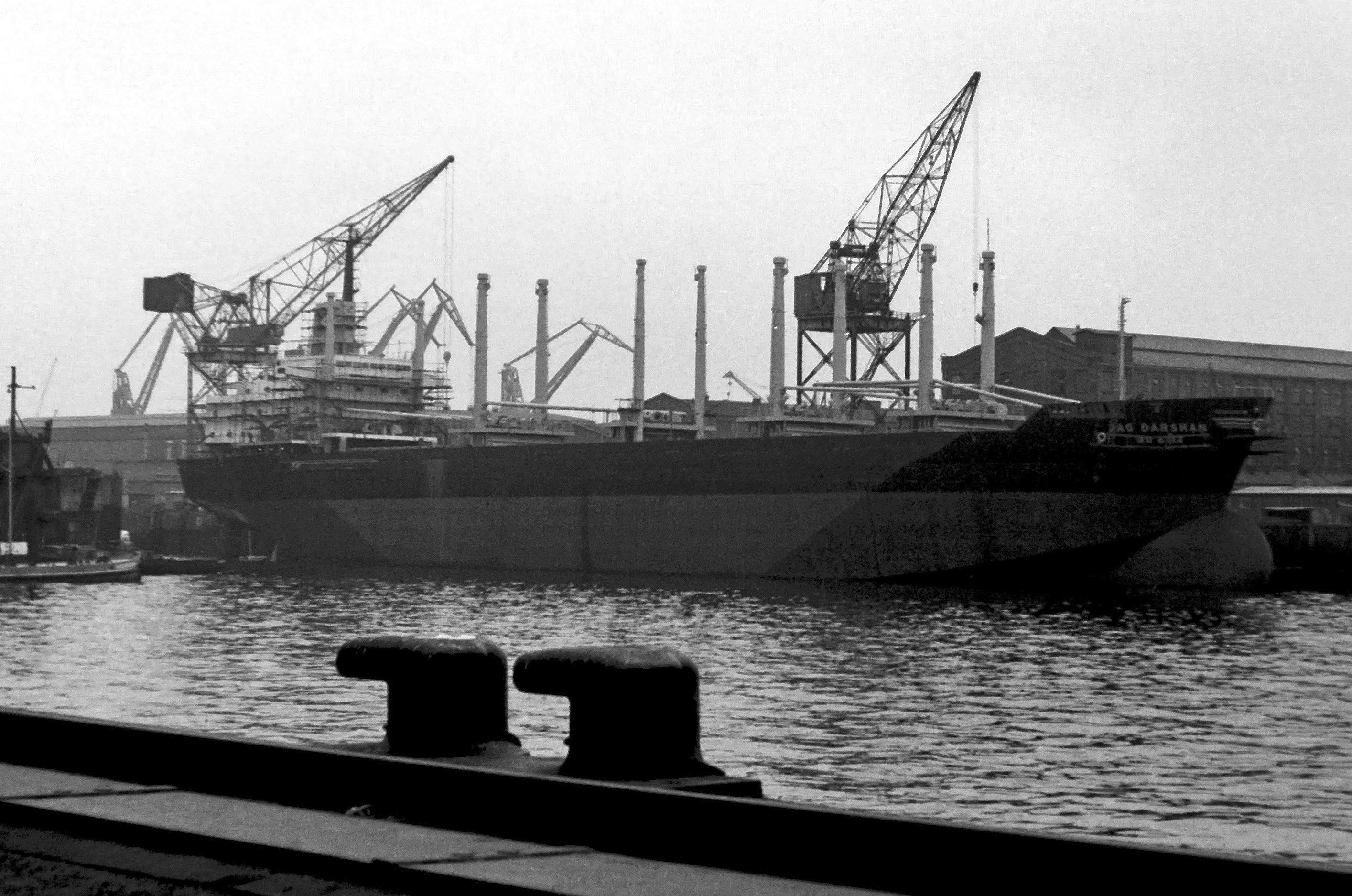
Bei der Jag Darshan (1969 am Ausrüstungskai von B+V) sind die ebenen Flächen gut erkennbar

Es war daher überraschend, dass Blohm & Voss sich bei seinen Plänen für den neuen Schiffstyp, anders als viele andere Werften mit ihren erfolgreichen Typschiffen SD-14, German Liberty, Trampko, Seebeck 36L, Freedom und Fortune, weit vom Layout dieser klassischen Stückgutschiffe mit eigenem Ladegeschirr und ca. 14.000 Tonnen Tragfähigkeit entfernte. Am meisten fiel zunächst die neuartige Bauform des Schiffskörpers aus ebenen Flächen unter völligen Verzicht auf verformte Platten auf, die den Bau stark vereinfachen und kostengünstiger in der Herstellung machen sollte, da die Werft weder große Pressen noch gekrümmte Baulehren benötigte.
Das von Blohm & Voss entwickelte "Pioneer Multicarrier System" sah eine weitreichende Verwendung genormter Gleichteile beim Bau der über 100 möglichen Versionen des "Pioneer" vor. Das Gleichteilesystem beinhaltete vorgefertigte Rumpfsektionen für Schwergut- oder Stückgutschiffe mit eigenem Ladegeschirr, Massengutfrachter, Autotransporter mit Hängedecks in vier Versionen mit einer Tragfähigkeit von jeweils ca. 16 000 tdw, 18 000 tdw, 20 000 tdw und 22 000 tdw oder Vollcontainerschiff mit 8 400 tdw/520 TEU sowie als Semi-Containerfrachter.
Weniger auffällig, aber weitaus fortschrittlicher war das von der Werft in Zusammenarbeit mit Arno Votteler von der Staatlichen Hochschule für Bildende Künste in Braunschweig neuentwickelte "Einrichtungssystem M 1000" mit genormten Komponenten für den Innenausbau des Deckshauses. Dieses machte es möglich, die Teile für den Innenausbau an Land vorzufertigen und anschließend als anschlussfertige Bausteine in ein modulares Stahlskelettsystem einzufügen.
Trotz der im Verhältnis teuren Fertigung bei Blohm & Voss sollte durch die neuartige Bauweise der kalkulierte Baupreis 10 % oder mehr unter dem von vergleichbarer Tonnage liegen und so die Finanzierung dieses größeren Schiffstyps für die eher kleinen Reedereien möglichen machen, die viele der noch fahrenden Liberty- und Victory-Schiffe zu diesem Zeitpunkt betrieben.
Das erste Frachtschiff des Typs "Pioneer", die Jag Dev wurde am 7. Mai 1968 als Baunummer 574 der Lübecker Flender-Werke vom Stapel gelassen, und dann am 24. Juni 1968 nach Fertigstellung bei Blohm & Voss als deren Baunummer 862 an die Great Eastern Shipping Co., Bombay übergeben.
Von Blohm & Voss folgten am 30. Dezember 1968 die Baunummer 866, Normannia, am 14. Juni 1969 mit der Baunummer 863 die Jag Darshan, Die Iberia und am 5. Dezember 1970 schließlich die Dalmatia.
Die indische Werft Hindustan Shipyard in Vizagapatnam fertigte zwischen November 1975 (Jagat Priya) und 1986 (State of Orissa) noch 14 weitere Nachbauten.
Dem Typ Pioneer wurde sein ungewohntes Erscheinungsbild zwar stets angekreidet, ein großer Wurf ist er aber wohl vor allem deshalb nicht geworden, weil trotz seiner innovativen Auslegung sowohl die Detailverliebtheit beim Bau als auch der allzu große Variantenreichtum keinen wirklich konkurrenzfähigen Baupreis zuließen.
Das mit dem Typ Pioneer auf den Weg gebrachte Baukastensystem für den Innenausbau war jedoch ein Erfolg.